# سیارک ۱۰۶۵۳
سیارک ۱۰۶۵۳ (به انگلیسی: 10653 Witsen، نامگذاری:6030P-L) ده هزار و ششصد و پنجاه و سومین سیارک کشف شده‌است که در ۲۴ سپتامبر ۱۹۶۰ کشف شد.